# Epicauta semitestacea
Epicauta semitestacea es una especie de coleóptero de la familia Meloidae.

## Distribución geográfica
Habita en Dakshina Kannada (India).